# Alencar (futebolista, 1892)
Manoel Alencar do Monte, conhecido como Alencar (São Paulo, 6 de setembro de 1892 — Local e data da morte desconhecidos), foi um futebolista brasileiro que atuava como atacante.
Alencar, natural de São Paulo, começou sua carreira no futebol em 1907 no clube SC  Americano na mesma cidade. Com o Americano conquistou o Campeonato Paulista de 1912. Em 1913 foi para CA Ypiranga. Em 1915 defendeu o AA Mackenzie College por um curto período, antes de voltar no mesmo ano a jogar pelo Americano. Em 1917 mudou-se para AA São Bento no São Caetano do Sul em 1917, onde encerrou a carreira em 1919.
Como jogador de Americano, participou no 1916 na Argentina, o primeiro campeonato continental oficial. Após estrear antes da seleção de Chile marcou o seu único gol pelo Brasil na próxima partida, um 1×1 contra os anfitriões. Em total, jogou 4 partidas pela seleção

## Títulos
- Campeonato Paulista: 1912[2]